# Boemundo IV de Antioquia
Boemundo IV de Antioquia (ou de Poitiers) (1172 – março de 1233), cognominado o Zarolho ou o Ciclope, foi Príncipe de Antioquia entre 1201 e 1216, e de 1219 até à sua morte. Também foi Conde de Trípoli de 1189 até à sua morte. Era o segundo filho de Boemundo III de Antioquia com a sua primeira esposa Orgueilleuse d'Harenc (ou Harim).
O conde Raimundo III de Trípoli morrera sem herdeiros pouco depois da batalha de Hatim em 1187, legando o seu feudo a Raimundo IV de Trípoli, seu afilhado. No entanto, o seu pai Boemundo III ignorou estas disposições: com o objectivo de manter o seu herdeiro em Antioquia, em 1189 instalou o seu segundo filho, Boemundo IV de Antioquia, como conde de Trípoli.

Mapa político do Próximo Oriente: a verde os feudos de Boemundo IV (Principado de Antioquia e Condado de Trípoli); a azul o Reino Arménio da Cilícia

A primeira parte do governo de Boemundo IV foi marcada por conflitos dinásticos internos. Com a morte do seu pai em 1201, iniciar-se-ia uma disputa sobre a sucessão em Antioquia: Raimundo-Rúben, o filho do seu irmão mais velho Raimundo IV de Trípoli, era considerado por uma facção como o herdeiro legítimo deste principado; no entanto, Boemundo IV conseguiu o título e governou Trípoli e Antioquia, mantendo os sistemas jurídicos e administrativos dos dois territórios distintos. No entanto, o conflito continuaria durante várias gerações, envolvendo a nobreza de Antioquia, Trípoli e do Reino Arménio da Cilícia.
Raimundo-Rúben foi excluído da sucessão e em 1207 Boemundo frustrou a primeira tentativa pelo patriarca de Antioquia Pedro de Angoulême para o colocar no comando de Antioquia. Mas em 1216 uma segunda tentativa pelo patriarca Pedro de Locedio foi bem sucedida - Raimundo-Rúben conseguiria conquistar o principado ao seu tio com a ajuda de Leão II da Arménia.
Durante o seu governo dos dois estados cruzados, Boemundo tinha decidido continuar a viver em Trípoli pelo que, durante a sua ausência de Antioquia, esta cidade foi fortemente influenciada pelas comunidades gregas em lugar das latinas. Em 1219, apoiado pela importante população grega da cidade, conseguiria retomar o principado e colocar o seu sobrinho na prisão, onde morreria pouco depois.
Boemundo mostrar-se-ia um aliado errático, alterando os seus votos de fidelidade segundo o que considerava melhor para o seu principado: durante a Sexta Cruzada de 1228/1229 formaria uma aliança com as forças de Frederico II Hohenstauffen, da qual acabaria por desertar.
Evitou que o seu principado caísse sob a suserania do Sacro Império Romano-Germânico afirmando que o seu feudo provinha do Imperador do Oriente. De facto esta era uma verdade jurídica, uma vez que vários príncipes de Antioquia tinham se jurado súbditos dos imperadores da dinastia Comnena. Esta afirmação foi também apoiada pela comunidade helénica de Antioquia, que desempenhava um papel importante em manter a cidade fora do domínio do Reino Arménio da Cilícia.
Boemundo também se revelaria um inimigo da Ordem do Hospital e do Patriarcado Latino de Antioquia, pelo que seria excomungado em 1230 pelo papa Gregório IX.

## Casamentos e descendência
Boemundo casou-se pela primeira vez antes de 21 de Agosto de 1198 com Embriaco de Giblet (m. 1217, da família de Guilherme Embriaco e Estefânia de Milly). Desta união nasceram:
- Raimundo de Poitiers (1195-1213), bailio do Principado de Antioquia assassinado em Tartus.
- Boemundo V de Antioquia (m. 1252), sucessor do pai em Trípoli e Antioquia.
- Filipe de Antioquia, consorte da rainha Isabel da Arménia desde 1222 e envenenado na prisão em 1226.
- Orgueilleuse de Poitiers, morreu jovem.
- Maria de Poitiers, possivelmente casada em 1220 com Teodoro da Arménia, filho de Isabel da Arménia com o seu segundo marido Hetum I da Arménia.
- Henrique de Antioquia, casado com Isabel de Lusignan e pai do rei Hugo III do Chipre (Hugo I de Jerusalém).

Depois da morte da sua primeira esposa, casou-se em segundas núpcias em Trípoli em Janeiro de 1218 com Melisende de Lusignan, princesa de Chipre e filha de Amalrico II com Isabel de Jerusalém. Deste casamento nasceram:
- Isabel de Poitiers, morreu jovem.
- Maria de Poitiers (morta no Castelo de Canosa, Apúlia, após 10 de Dezembro de 1307), pretendente ao trono do Reino de Jerusalém entre 1269 e 1277.
- Helvis de Poitiers, morreu jovem.